# فهرست بازیکنان باشگاه فوتبال ملوان بندر انزلی
این فهرست دربردارنده بازیکنان سرشناسی است که از ۱۳۴۸ تا امروز در باشگاه فوتبال ملوان بندر انزلی بازی کرده‌اند. به‌طور کلی، بازیکنانی که بیش از ۱۰۰ بازی برای باشگاه انجام داده‌اند، سرشناس به‌شمار آمده‌اند. ممکن است برخی بازیکنان در این جدول کمتر از یکصد بازی داشته باشند، اما در تاریخ باشگاه ملوان نقش مهمی را ایفا کرده‌اند .
برای دیدن بازیکنان باشگاه ملوان، چه برجسته و چه نابرجسته، رده مربوطه را ببینید.
برای دیدن بازیکنان کنونی نوشتار بخش بازیکنان در نوشتار باشگاه فوتبال ملوان بندر انزلی را ببینید.
این فهرست به ترتیب حروف الفبا مرتب شده‌است:
فهرست بازیکنان:
| نام                 | کشور                 | پست        | دوران بازی در ملوان | بازی | گل | توضیحات |
| ------------------- | -------------------- | ---------- | ------------------- | ---- | -- | ------- |
| آدریانو آلوز        | برزیل                | فوروارد    | --                  | --   | -- | --      |
| احمد آهی            | ایران                | مدافع      | --                  | --   | -- | --      |
| حسین ابراهیمی       | ایران                | مهاجم      | --                  | --   | -- | --      |
| محمد احمدزاده       | ایران                | هافبک      | --                  | --   | -- | --      |
| عزیز اسپندار        | Flag of Iran         | مهاجم      | --                  | --   | -- | --      |
| حسن اشجاری          | ایران                | مدافع      | --                  | --   | -- | --      |
| سید علی افتخاری     | Flag of Iran         | هافبک      |                     | --   | -- | --      |
| مهرداد اولادی       | ایران                | مهاجم      | --                  | --   | -- | --      |
| نصرت ایراندوست      | Flag of Iran         | مهاجم      | --                  | --   | -- | --      |
| حسین بادامکی        | ایران                | هافبک      | ۱۳۹۲-۱۳۹۱           | --   | -- | --      |
| سرگی پشنکو          | مولدووا              | دروازه بان | --                  | --   | -- | --      |
| بابک پورغلامی       | ایران                | --         | --                  | --   | -- | --      |
| فرهاد پورغلامی      | ایران                | هافبک      | هافبک               | --   | -- | --      |
| هادی تامینی         | ایران                | مدافع      | ۱۳۹۰-۱۳۸۳۱۳۹۲-۱۳۹۱  | --   | -- | --      |
| شاهین ثاقبی         | ایران                | مدافع      | --                  | --   | -- | --      |
| ابوالحسن جعفری      | ایران                | مدافع      | --                  | --   | -- | --      |
| احمد جمشیدیان       | ایران                | هافبک      | --                  | --   | -- | --      |
| جاوید جهانگیری      | Flag of Iran         | هافبک      | --                  | --   | -- | --      |
| غفور جهانی          | Flag of Iran         | مهاجم      | --                  | --   | -- | --      |
| افشین چاووشی        | ایران                | مهاجم      | --                  | --   | -- | --      |
| سید محمد حبیبی      | Flag of Iran         | دروازه بان | --                  | --   | -- | --      |
| سید علی حسنی صفت    | ایران                | دروازه‌بان  | --                  | --   | -- | --      |
| سید جلال حسینی      | ایران                | مدافع      | --                  | --   | -- | --      |
| سید محمد حسینی      | ایران                | مدافع      | --                  | --   | -- | --      |
| منوچهر درجزی        | Flag of Iran · ایران | مهاجم      | --                  | --   | -- | --      |
| پایان رأفت          | ایران                | فوروارد    | ۱۳۷۲-۱۳۷۸           | --   | -- | --      |
| سید جلال رافخایی    | ایران                | مهاجم      | --                  | --   | -- | --      |
| محمدحسن رجب‌زاده     | ایران                | هافبک      | --                  | --   | -- | --      |
| مهدی رحیم‌زاده       | ایران                | دروازه‌بان  | --                  | --   | -- | --      |
| مازیار زارع         | ایران                | هافبک      | ۱۳۸۳-۱۳۸۷۱۳۹۱-      | --   | -- | --      |
| سعید سالارزاده      | ایران                | مدافع      | --                  | --   | -- | --      |
| قاسم سلطان‌زاده      | Flag of Iran         | هافبک      | --                  | --   | -- | --      |
| جواد شیرزاد         | ایران                | هافبک      | --                  | --   | -- | --      |
| ابراهیم صادقی       | ایران                | هافبک      | ?-۱۳۸۲              | --   | -- | --      |
| ایمان صادقی         | ایران                | --         | --                  | --   | -- | --      |
| فرهاد صیاد مصلح     | Flag of Iran         | مدافع      | --                  | --   | -- | --      |
| علی صیاد            | Flag of Iran         | دروازه‌بان  | --                  | --   | -- | --      |
| سعید عزت‌الهی        | ایران                | هافبک      | --                  | --   | -- | --      |
| قادر عزت‌اللهی       | Flag of Iran         | مدافع      | --                  | --   | -- | --      |
| علیرضا رمضانی       | ایران                | مدافع      | ۱۳۸۶-               | --   | -- | --      |
| حنیف عمران‌زاده      | ایران                | مدافع      | --                  | --   | -- | --      |
| محمد غلامی          | ایران                | مهاجم      | --                  | --   | -- | --      |
| محسن فروزان         | ایران                | دروازه‌بان  | --                  | --   | -- | --      |
| امیرحسین فشنگچی     | ایران                | --         | تاکنون-۱۳۹۲         | --   | -- | --      |
| فلیپ آلوز دسوزا     | برزیل                | هافبک      | ۱۳۸۷-۱۳۸۹           | --   | -- | --      |
| سیروس قایقران       | ایران                | هافبک      | ۱۳۶۱-۱۳۶۹۱۳۷۰-۱۳۷۲  | --   | -- | --      |
| مقداد قباخلو        | ایران                | مهاجم      | --                  | --   | -- | --      |
| عارف محمدوند        | ایران                | هافبک      | --                  | --   | -- | --      |
| محمود پیشگاه هادیان | ایران                | مدافع      | --                  | --   | -- | --      |
| محسن مسلمان         | ایران                | هافبک      | ۱۳۹۱-۱۳۸۹           | --   | -- | --      |
| اکبر میثاقیان       | Flag of Iran · ایران | مدافع      | ۱۳۵۷-۱۳۵۵           | --   | -- | --      |
| محمد نزهتی          | ایران                | مهاجم      | --                  | --   | -- | --      |
| علی نظرمحمدی        | ایران                | دروازه‌بان  | --                  | --   | -- | --      |
| پژمان نوری          | Flag of Iran         | --         | --                  | --   | -- | --      |
| علی نیاکانی         | Flag of Iran         | مهاجم      | ۱۳۵۷-۱۳۴۸           | --   | -- |         |
| رضا نیک‌نظر          | ایران                | مدافع      | --                  | --   | -- | --      |
| محمدرضا ویشگاهی     | Flag of Iran         | هافبک      | --                  | --   | -- | --      |
| محمد همرنگ          | Flag of Iran         | --         | --                  | --   | -- | --      |
| سعید یوسف‌زاده       | ایران                | هافبک      | --                  | --   | -- | --      |